# Houlette
Houlette é uma comuna francesa na região administrativa da Nova Aquitânia, no departamento de Charente. Estende-se por uma área de 7,15 km². Em 2010 a comuna tinha 372 habitantes (densidade: 52 hab./km²).